# CF Atlante
Club de Fútbol Atlante (CF Atlante) is een Mexicaanse voetbalclub. De club is opgericht op 18 april 1916 in Mexico-Stad en speelt in de Liga de Expansión MX. In 2007 verhuisde de club naar Cancún waar ze speelde in het Estadio Olímpico Andrés Quintana Roo, dat 21.000 plaatsen heeft.
In 2009 was CF Atlante, als winnaar van de CONCACAF Champions League 2008-09, deelnemer op het Wereldkampioenschap voetbal voor clubs. In 2020, vanwege de opheffing van de Liga de Ascenso, verhuisde de club terug naar Mexico-Stad en speelt haar thuiswedstrijden in het Estadio Azul.

## Erelijst
- Landskampioen

1947, 1993, Apertura 2007
- Copa México

1942, 1951, 1952
- Segunda División de México en Liga de Expansión MX

1977, 1991, Apertura 2021, Campeón de campeones 2022
- Campeón de Campeones

1942, 1952
- CONCACAF Champions Cup / Champions League

1983, 2009

## WK voor clubteams
| Jaar | Ronde | Land               | Club             | Uitslagen |
| ---- | ----- | ------------------ | ---------------- | --------- |
| 2009 | KF    | Vlag van Australië | Auckland City FC | 3-0       |
| 2009 | HF    | Vlag van Spanje    | FC Barcelona     | 1-3       |

## Bekende (oud-)spelers
- Javier Aguirre
- Ilie Dumitrescu
- Miodrag Belodedici
- Jorge Campos
- Jorge Guagua
- Esteban Paredes
- Hugo Sánchez
- Martí Ventolrà
- Andrés Mendoza
- Gerard Hijlkema

Alebrijes ·
Atlante ·
Celaya ·
Correcaminos ·
Deportivo Tepic ·
Dorados de Sinaloa ·
FC Juárez ·
Leones Negros ·
Lobos BUAP ·
Loros UCOL ·
Murciélagos FC ·
Potros UAEM ·
Sonora ·
Tampico Madero ·
Tapachula ·
Venados FC ·
Mineros de Zacatecas ·
Zacatepec 1948